# Брак по-имеретински
«Брак по-имеретински» — советский двухсерийный телефильм 1981 года киностудии «Грузия-фильм» режиссёров Нинель Неновой и Гено Цулая по роману Александра Эбанойдзе «Два месяца в деревне, или Брак по- Имеретински»

## Сюжет
Молодой скульптор Ладо приехав в родное село решает подарить односельчанам статую. В качестве натурщицы он избирает юную односельчанку Нуцу. Отец и брат Нуцы настаивают на немедленной свадьбе, но хотя между молодыми людьми возникает чувство, Ладо не готов к такому серьезному шагу и сбегаетт из села… Лишь после многих превратноестей молодые люди всё-таки женятся.

## В ролях
- Давид Квирцхалия — Ладо Инашвили, скульптор
- Марика Чичинадзе — Нуца
- Михаил Вашадзе — Касьян
- Этери Моцикулашвили — Анетта
- Василий Кахниашвили — дядя Ладо
- Сесилия Такаишвили — Теброле, бабушка Ладо
- Давид Абашидзе — Симон Торадзе, председатель колхоза
- Заза Колелишвили — Турнике Нуарадзе, брат Нуци

## Литературная основа
Фильм снят по роману Александра Эбанойдзе « Два месяца в деревне, или Брак по-Имеретински». Роман впервые был опубликован в журнале «Дружба народов» (№ 3, 1976), через год вышел отдельной книгой в общесоюзном издательстве «Молодая гвардия».